# گمینا مالبورک
گمینا مالبورک (به لهستانی:  Gmina Malbork) یک گمینا در لهستان است که در شهرستان مالبورک واقع شده‌است. گمینا مالبورک ۱۰۰٫۹۳ کیلومتر مربع مساحت و ۴٬۰۴۳ نفر جمعیت دارد.